# Пукинский, Юрий Болеславович
Юрий Болеславович Пукинский (19 августа 1932, Ленинград, СССР — 18 августа 1997, Санкт-Петербург, Российская Федерация) — советский орнитолог, натуралист-фотограф, автор научно-популярных книг. С его именем связаны орнитологические исследования на Северо-Западе России, в Западной Сибири и на Дальнем Востоке; изучение биологии сов, редких птиц России, гнездования и голосового поведения птиц. Им опубликовано около 150 работ.

## Биография
Родился в Ленинграде 19 августа 1932 года. Его родители не имели отношения к зоологии. Мать была учительницей. Отец, химик по образованию, увлёкся историей города и стал знаменитым в те времена экскурсоводом и автором до сих пор популярных книг, например «1000 вопросов и ответов о Ленинграде», о памятниках архитектуры и истории Петербурга. Высшее образование получил в Ленинградском сельскохозяйственном университете.
Пукинский специализировался на орнитологии и на геоэкологии. В 1966 защитил кандидатскую диссертацию «Влияние химических методов борьбы с водяной крысой на орнитофауну Барабинской низменности». Занимался описаниями совиных, в частности первый среди ученых нашел гнездо рыбного филина в 1971 году, подробно описав поведение птицы. Также изучал черных журавлей, первый обнаружил гнездо этого вида в 1974. Автор и соавтор таких книг как «Жизнь сов», «Птицы Ленинградской области и сопредельных территорий», «Птицы перед микрофоном и фотоаппаратом». Вместе с А. С. Мальчевским, участвовал в создании фильмов «Гнездовая жизнь птиц» и «Поведение глухаря на току».